# Marian Eile
Marian Tadeusz Adam Eile-Kwaśniewski, ps. „Bracia Rojek”, „Krecia Pataczkówna”, „Lord Gallux”, „Makaryn z Cedetu”, „Martin Nabiałek”, „mgr Kawusia”, „Salami Kożerski” (ur. 7 stycznia 1910 we Lwowie, zm. 2 grudnia 1984 w Krakowie) – polski dziennikarz, satyryk, malarz i scenograf. Twórca i, w latach 1945-1969, redaktor naczelny tygodnika „Przekrój”.

## Życiorys
Urodził się w rodzinie żydowskiej. Jego ojcem był Henryk Eile (1878-1949), historyk administracji, prawnik i publicysta, legionista i pułkownik Wojska Polskiego, matką Gustawa Teodora z domu Rychter (ur. w 1885). Siostrą Gustawy była recytatorka Kazimiera Rychterówna. 
W 1929 ukończył Państwowe Gimnazjum im. Stefana Batorego w Warszawie. W tym samym roku rozpoczął studia prawnicze na Uniwersytecie Poznańskim. W 1930 przeniósł się na ten sam kierunek studiów na Uniwersytecie Warszawskim. Tytuł magistra prawa uzyskał w 1934. Od lutego 1935 do wybuchu II wojny światowej był aplikantem adwokackim w kancelarii Aleksandra Jurkowskiego. W latach 30. rozpoczął współpracę z „Wiadomościami Literackimi”, następnie został ich pracownikiem etatowym, publikował tam rysunki i fotomontaże, wymyślał konkursy i zagadki, projektował także witrynę w siedzibie pisma. Na stopień podporucznika rezerwy został mianowany ze starszeństwem z 1 stycznia 1938 i 191. lokatą w korpusie oficerów artylerii.
Po wybuchu II wojny światowej został zmobilizowany do baterii motorowej artylerii przeciwlotniczej typ A nr 22 i wyznaczony na stanowisko dowódcy IV plutonu. W połowie września 1939 znalazł się szpitalu z powodu dyzenterii, następnie uniknął niewoli niemieckiej. Jesienią 1939 przedostał się do Lwowa. W 1940 rozpoczął pracę jako scenograf w tamtejszym Państwowym Teatrze Miniatur. Po wejściu do Lwowa Niemców ukrywał się, od sierpnia 1942 posługiwał się dokumentami na nazwisko Zdzisław Kwaśniewski. 15 października 1942 ożenił się z Katarzyną Grzymalską, córką Wiesława Grzymalskiego, architekta. Jego żona przyjęła fikcyjne nazwisko męża i posługiwała się nim do śmierci. Sam Eile formalnie zmienił nazwisko na Eile-Kwaśniewski w 1948. 
Jesienią 1942 wyjechał z żoną do Radomia, gdzie mieszkali jego rodzice, tam pracował fizycznie. W 1945 w poszukiwaniu pracy przyjechał do Łodzi. Tam spotkał Jerzego Borejszę, który powierzył mu redagowanie w Krakowie kolorowego magazynu. W Krakowie odpowiadał początkowo za „Ilustrację Polską” (dodatek do „Dziennika Polskiego”), która ukazywała się od 18 lutego do 25 marca 1945. Następnie został redaktorem naczelnym ukazującego się od 15 kwietnia 1945 tygodnika „Przekrój”.
Pod jego kierunkiem „Przekrój” stał się jednym z najciekawszych czasopism całego obozu socjalistycznego, kształtując powojenne pokolenie polskiej inteligencji. W zespole redakcyjnym i wśród współpracowników obecni byli m.in. Janina Ipohorska, Konstanty Ildefons Gałczyński, Sławomir Mrożek, Daniel Mróz, Leopold Tyrmand, Ludwik Jerzy Kern, Zbigniew Lengren, Barbara Hoff, Jerzy Waldorff, Kazimierz Wiśniak, Adam Macedoński, Wojciech Plewiński, Juliusz Kydryński, Kika Szaszkiewiczowa, Lucjan Kydryński. Na łamach tygodnika propagował muzykę jazzową i twórczość Piwnicy pod Baranami, współczesną plastykę i malarstwo. Był twórcą koncepcji szaty graficznej i linii programowej „Przekroju”. Był autorem rubryki Myśli ludzi wielkich, średnich oraz psa Fafika.
Razem z Janiną Ipohorską, Romanem Szydłowskim i Jerzym Waldorffem założył w Krakowie w 1946 kabaret Siedem Kotów. Od września 1948 do 1950 był wykładowcą w Studium Scenografii Państwowej Wyższej Szkoły Sztuk Plastycznych w Krakowie. Projektował scenografię dla teatrów krakowskich, a także w Łodzi, Tarnowie i Warszawie. Był też autorem licznych obrazów tworzonych w specyficznej dla niego technice (za pomocą farby akrylowej). 
Pod wpływem antysemickiej nagonki lat 1967-1968 wyjechał w marcu 1969 do Francji. Tam podjął pracę jako rysownik w dzienniku „France Soir”. Zrezygnował z funkcji redaktora naczelnego „Przekroju” w październiku 1969. W listopadzie 1970 wrócił do Polski. Od 1974 współpracował ze „Szpilkami”, gdzie redagował rubrykę „Franciszek i inni”.

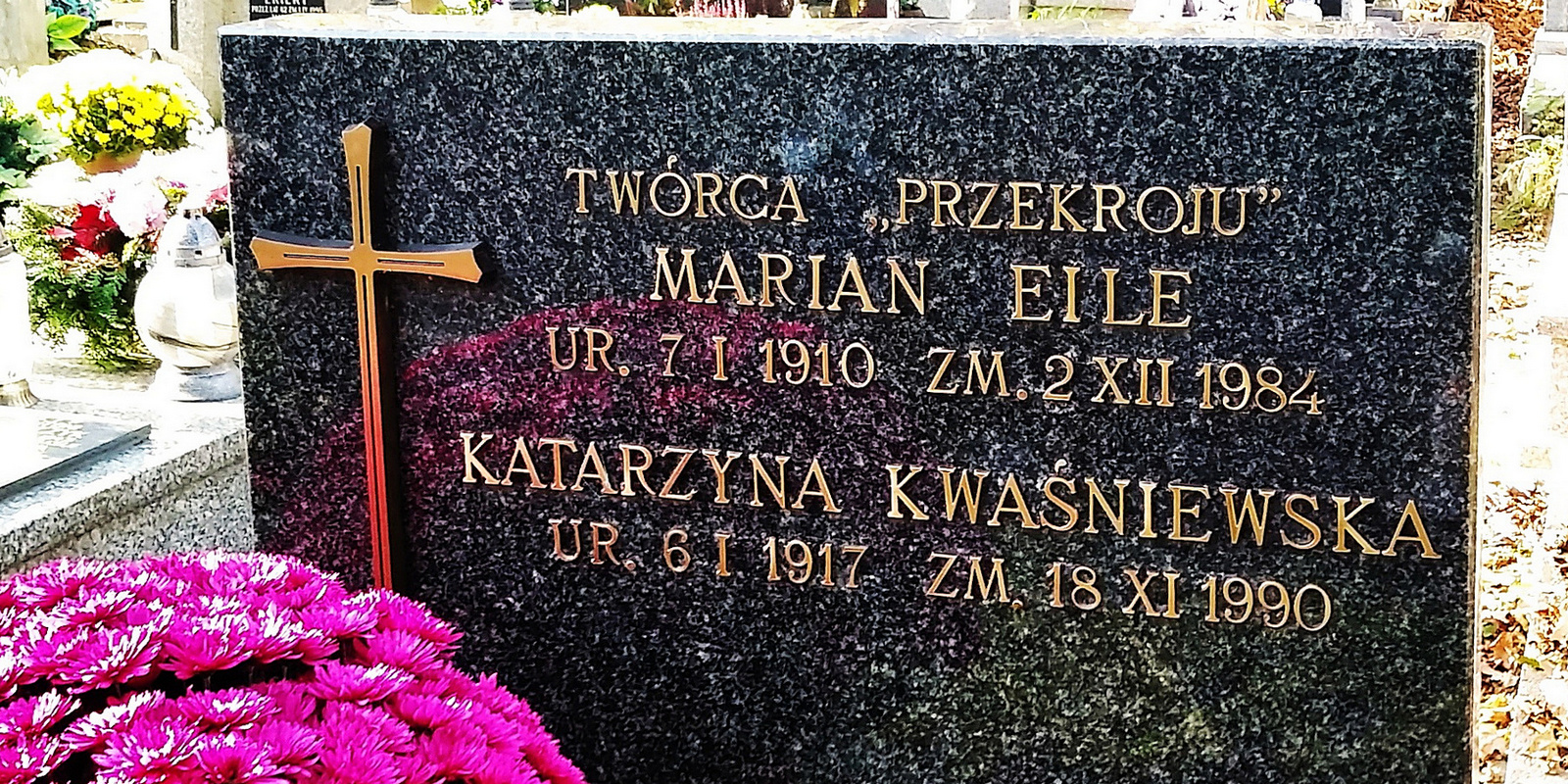
Płyta nagrobkowa na cmentarzu Rakowickim

Pochowany na cmentarzu Rakowickim w Krakowie.